# Pattist-zegel
De Pattist-zegel is een luchtpostzegel die op 1 april 1931 in Nederlands-Indië werd uitgegeven. De zegel was bestemd voor de bijzondere vlucht Java - Australië die op 12 mei 1931 werd uitgevoerd door kapitein-vlieger M.P. Pattist. De zegel mocht uitsluitend voor deze vlucht gebruikt worden.
De zegel kan met recht Pattist-zegel worden genoemd; Pattist was (mede)ontwerper van de postzegel, was als piloot op de zegel afgebeeld en was degene die de vlucht uitvoerde.
Zie ook: Pattist-Walraven